# 770年
| 千纪： | 1千纪                                                                                           |
| 世纪： | 7世纪 \| 8世纪 \| 9世纪                                                                         |
| 年代： | 740年代 \| 750年代 \| 760年代 \| 770年代 \| 780年代 \| 790年代 \| 800年代                       |
| 年份： | 765年 \| 766年 \| 767年 \| 768年 \| 769年 \| 770年 \| 771年 \| 772年 \| 773年 \| 774年 \| 775年 |
| 纪年： | 庚戌年（狗年）；唐大曆五年；南诏长寿二年；日本神護景雲四年，寶龜元年；渤海国大興三十三年        |

## 大事记
- 日本
  - 10月1日：光仁天皇即位，為第49代天皇。

## 出生
- 愛格伯特：不列顛島韋塞克斯（Wessex）王國的國王。（839年逝世，69岁）

## 逝世
- 杜甫
- 8月28日：稱德天皇（孝謙天皇重祚），日本第46/48代天皇